# Strangalia bivittata
Strangalia bivittata là một loài bọ cánh cứng trong họ Cerambycidae.